# 박창원 (1921년)
박창원(朴昶遠, 1921년 10월 18일 ~ 1998년 11월 17일)은 대한민국의 독립운동가이다. 본관은 밀양(密陽)이고 아명(兒名)은 박창암(朴昶巖)이며 1926년에 박창원(朴昶遠)으로 개명(改名)하였고 호(號)는 산추(山秋)이다.

## 생애

### 독립 운동
박창원은 1942년 5월, 약 3000여명의 청년들과 함께 '군속'이라는 명목으로 연합군 포로감시원이 되었다. 부산에서 2개월간 훈련을 받은 1400명의 한인 청년들은 1942년 9월 14일 인도네시아 자바의 탄존 프리오크(Tanjon Priok) 항에 도착하였다.
연합군 포로감시원으로 근무하던 박창원은 일제의 패망을 예견하고 한인 동료 군속들과 함께 연합군을 돕는 항일 독립 운동 조직을 결성하기로 계획하였다. 한인 군속들은 1944년 12월 29일 세마랑(Semarang)주 수모워노(Sumowono) 교육대 취사장 뒤편에서 고려독립청년당(高麗獨立靑年黨)을 결성하였다. 고려독립청년당의 조직은 총령에 이억관, 군사부 부장에 김현재, 조직주 부장에 임헌근, 세마랑지구 책임위원장에 이상문, 암바라와 지부장에 손양섭, 암바라와 지부 차장에 조규홍, 자카르타 지부장에 문학선, 자카르타 지부 차장에 백문기가 선임되었고, 박창원 그는 반둥 지부장을 맡았다.
고려독립청년당 결성 이후 1945년 1월 4일 인도네시아 중부 자바 암바라와에서 당원 손양섭이 규합한 민영학(閔泳學),노병한(盧炳漢) 등 세 명이 일본군,군속,어용상인을 사살하는 의거를 일으켰다. 암바라와의거 후 일본군은 한인 군속들의 저항이 또 다시 일어날까 두려워 대규모의 전속을 실시하였다. 이때 고려독립청년당에서는 딴중 쁘리옥 항구에 정박 중인 수송선을 탈취하기로 계획하였다. 그러나 이 같은 계획은 일본군에 발각되어 고려독립청년당의 전모가 드러나게 되었다. 
1945년 1월 28일 총령 이억관이 체포되었으며, 싱가포르에서 압송된 박창원 등은 5월 24일 군사법정에 송치되었다. 
박창원은 1945년 7월 21일 자카르타의 일본군 제16군 군사 재판에서 소위 치안유지법 위반으로 7년을 받고 옥고를 치렀는데 일제가 무조건 항복을 선언한 후인 1945년 9월 4일 전격 석방되었다.

### 정당 당원 관련 전력
- 前 한국독립당 초급행정위원(1946년~1952년)
- 前 자유당 행정연대위원(1952년~1955년
- 前 한국독립당 행정자치위원(1955년~1957년)
- 前 한국독립당 상임위원(1957년~1970년)
- 前 민주공화당 전임위원(1970년~1973년)
- 前 신민주공화당 상임고문(1988년~1989년)
- 前 자유민주연합 전임고문(1995년~1996년)

## 사후
대한민국 정부는 고인의 공훈을 기리고자 2011년 대한민국 건국포장을 추서하였다.